# Список депутатів Верховної Ради СРСР 9 скликання
Верховна Рада СРСР 9-го скликання — обрана 16 червня 1974, засідала з 1974 по 1979 роки. Склад: 1517 депутатів — 767 в Раді Союзу і 750 в Раді Національностей.

## А
- Абашидзе Григол Григорович
- Аббасов Фарзалі Гатам огли
- Абдукарімов Ісатай Абдукарімович
- Абдуллаєв Гасан Мамед Багир огли
- Абдуллоєв Гафор
- Аблабекова Максат
- Аболтинь Павло Теодорович
- Абрасимов Петро Андрійович
- Авакян Зарік Іванівна
- Авдюкевич Лонгин Іванович
- Аверкін Віктор Кирилович
- Авраменко Степан Степанович
- Агаєв Ахмед Сахіб огли
- Аглуллін Рауф Абдуллович
- Адигешаов Аслан Агурбійович
- Азаров Олексій Іванович
- Азімова Халіма
- Азімханов Азам
- Айрапетян Гаяне Мкртичівна
- Айтбаєв Базилбек
- Айтматов Чингіз Торекулович
- Айтпасов Дмитро Васильович
- Акбаров Обіджон
- Акиєва Гурбанбібі
- Акименко Віра Василівна
- Акматжанов Нематжан
- Акматов Таштанбек
- Акмен Ганна Янівна
- Акназаров Зекерія Шарафутдинович
- Акопян Арцруні Суренович
- Акрамова Халіма
- Аксьонов Олександр Никифорович
- Аксьонов Микола Федорович
- Акулінцев Василь Кузьмич
- Акчурін Леонтій Миколайович
- Алакаєв Хамзат
- Албаєва Валентина Максимівна
- Александрина Антоніна Михайлівна
- Александрова Галина Пилипівна
- Александров-Агентов Андрій Михайлович
- Алексеєва Віра Андріївна
- Алексеєва Рімма Миколаївна
- Алексеєвський Євген Євгенович
- Алибаєв Аріпбай Алибайович
- Алієв Гейдар Алі Рза огли
- Алієв Енвер
- Алтаєва Олександра Пилипівна
- Алтайбаєва Улбала
- Алтунін Олександр Терентійович
- Алуєв Іван Фролович
- Альжанов Тлеубай Муканович
- Амантаєва Майра Турганівна
- Амбарцумян Віктор Амазаспович
- Аммосова Мотрона Іванівна
- Амосов Микола Михайлович
- Андреєв Олександр Микитович
- Андрієвський Михайло Костянтинович
- Андропов Юрій Володимирович
- Анісимов Павло Петрович
- Анісова Тамара Олексіївна
- Аннамухаммедова Гизилгул
- Аннаніязов Базар
- Аннаоразов Пода
- Антипін Михайло Миколайович
- Антонов Микола Панасович
- Антонов Олег Костянтинович
- Антонов Олексій Костянтинович
- Антонов Сергій Федорович
- Антонова Валентина Семенівна
- Анчабадзе Зураб Віанорович
- Апряткін Семен Семенович
- Апчева Ольга Гурївна
- Аракелян Артем Маміконович
- Аракелян Мнацакан Хачатурович
- Арбатов Георгій Аркадійович
- Арбузов Борис Олександрович
- Ардін Володимир Іванович
- Аржинт Клавдія Іванівна
- Арзимаматова Асилкан
- Арзуманян Григорій Агафонович
- Арістов Борис Іванович
- Артоболевський Іван Іванович
- Арутюнян Нагуш Хачатурович
- Арутюнян Тамара Зедоївна
- Архипов Іван Васильович
- Асанбаєв Карачал
- Асанкулов Джумабек Асанкулович
- Асатіані Володимир Олексійович
- Асимов Мухамед Сайфітдінович
- Аскаров Асанбай Аскарули
- Астанков Олексій Федорович
- Асхадуллін Галімулла Асхадуллович
- Атаєв Байри
- Атаєв Гельди
- Атановський Леонід Миколайович
- Атаходжаев Акбар Касимович
- Атаян Світлана Артемівна
- Аттоєв Саліх Харунович
- Аугіс Альгімантас Ромальдович
- Ауельбеков Єркін Нуржанович
- Аушкап Ерік Янович
- Афанасьєв Віктор Іванович
- Афанасьєв Сергій Олександрович
- Ахмедов Кудратілла Ахмедович
- Ахмедов Мухамметдурди
- Ахмедов Новруз Абдулалі огли
- Ахмедов Сабір Атакіши огли
- Ахуба Олена Кирилівна
- Ахундова Тамілла Юсіф кизи
- Ахунов Гаріфзян Ахунзянович
- Ахунова Інобат Нурахунівна
- Ачкасова Валентина Федорівна
- Ашимбаєв Туткабай
- Ашимов Байкен Ашимович
- Ашуров Мірсаїд
- Ашутайтене Анеле-Уршуле Юозівна
- Аюшеев Очир Бадмайович

## Б
- Бабаєв Чари
- Бабаєва Латіфа Муслім кизи
- Бабакулієва Амангуль
- Бабич Віктор Костянтинович
- Багандова Сузун
- Багіров Аббас Мамедович
- Багіров Кямран Мамед огли
- Багіров Октай Алісатарович
- Баграмян Іван Христофорович
- Бадмаєва Цибікжап Аюшиївна
- Баженов Аполос Панасович
- Байбаков Микола Костянтинович
- Байков Олександр Олексійович
- Байрамкулова Зухра Абдурахманівна
- Байрамов Гаджі Ага Байрам Алі огли
- Бакаєева Фазіла
- Бакшинскіс Антанас Домович
- Баландін Анатолій Никифорович
- Баландін Юрій Миколайович
- Баніоніс Донатас Юозович
- Банников Микола Васильович
- Баракбаєва Мінаш Манапівна
- Баранников Олексій Степанович
- Барашков Олександр Васильович
- Барбакадзе Юза Шаликойович
- Баркаускас Антанас Стасевич
- Баркова Людмила Дмитрівна
- Басаєв Олександр Давидович
- Басанін Борис Олександрович
- Басов Микола Геннадійович
- Батицький Павло Федорович
- Батомункуєва Мидигма Жигмітівна
- Бахіна Марфа Леонтіївна
- Бахірєв В'ячеслав Васильович
- Баширов Раджаб-Дібір Гусейнович
- Беглякова Людмила Володимирівна
- Бездітко Андрій Павлович
- Безносов Павло Олександрович
- Безрук Павло Федорович
- Безуглов Анатолій Іванович
- Безуглова Любов Федотівна
- Бей Іван Теофанович
- Бейбутов Рашид Маджид огли
- Бекерене Біруте Йонівна
- Бекніязова Тлеубеке
- Бектурганов Хасан Шаяхметович
- Беман Ельмар Карлович
- Береговий Георгій Тимофійович
- Березін Анатолій Іванович
- Берзегов Нух Асланчерійович
- Беспалов Іван Петрович
- Бестаєв Сослан Георгійович
- Бесчастнов Олексій Дмитрович
- Бешимова Джумагуль
- Бещев Борис Павлович
- Бєлоусов Микола Петрович
- Бєлуха Микола Андрійович
- Бєлих Олександра Павлівна
- Бєляєва Раїса Іванівна
- Бєляк Костянтин Микитович
- Бєляков Ростислав Аполлосович
- Биєшу Марія Лук’янівна
- Білик Петро Олексійович
- Білоножко Степан Юхимович
- Бісултанов Жамлайла
- Бітаутас Йонас Йонович
- Біте Ілга Карлівна
- Благнене Броніслава-Ангоніта Методо
- Блохіна Ірина Миколаївна
- Бобильов Олександр Іванович
- Богатирьов Володимир Петрович
- Богатирьова Людмила Семенівна
- Богдана Аусма Ернестівна
- Боголюбов Микола Миколайович
- Богомяков Геннадій Павлович
- Бодашевський Михайло Степанович
- Бодюл Іван Іванович
- Божко Марія Болеславівна
- Бойко Михайло Лук'янович
- Бойков Петро Іванович
- Бойцов Василь Васильович
- Бондарев Анатолій Олександрович
- Бондаренко Іван Панасович
- Бондарчук Олександр Олексійович
- Борисевич Микола Олександрович
- Борисенко Микола Михайлович
- Борисенков Микола Васильович
- Борисов Олександр Васильович
- Борисов Петро Михайлович
- Боричевська Станіслава Василівна
- Боровиков Едуард Миколайович
- Бородін Андрій Михайлович
- Бородін Василь Єгорович
- Бородін Леонід Олександрович
- Бородін Павло Дмитрович
- Борсук Леонора Володимирівна
- Ботвин Олександр Платонович
- Ботиров Алім
- Бочарников Юрій Олексійович
- Братченко Борис Федорович
- Брежнєв Леонід Ілліч
- Бреславський Борис Іванович
- Брехов Костянтин Іванович
- Бризга Лідія Дмитрівна
- Бровка Петро Устинович
- Бронников Юрій Петрович
- Бронникова Валентина Олексіївна
- Буачідзе Ізольда Ушангівна
- Буга Віра Петрівна
- Бугаєв Борис Павлович
- Будеркін Петро Васильович
- Булгаков Олександр Олександрович
- Булига Анатолій Павлович
- Булова Валентина Павлівна
- Бунчук Ніна Панасівна
- Бурашников Борис Пилипович
- Бурмістров Федір Петрович
- Буров Іван Михайлович
- Буруян Любов Василівна
- Бутманене Мілда-Олена Аніцетівна
- Бутома Борис Євстахійович
- Бутримов Анатолій Пантелійович

## В
- Вадер Артур Павлович
- Валіханов Агзам Валіханович
- Валова Ганна Прокопівна
- Варенников Валентин Іванович
- Васильєв Микола Федорович
- Васильєева Валентина Олексіївна
- Васляєв Володимир Олександрович
- Васягін Семен Петрович
- Ватченко Олексій Федосійович
- Ващенко Григорій Іванович
- Вдовін Валентин Степанович
- Вейпа Валентина Станіславівна
- Векуа Ілля Несторович
- Вердієва Рахшанда Джафар кизи
- Вердієва Сона Мухтар кизи
- Веренікіна Валентина Григорівна
- Весьолов Семен Михайлович
- Весьолова Ганна Іванівна
- Виноградова Тетяна Олександрівна
- Висоцький Олександр Степанович
- Виучейський Степан Миколайович
- Виштак Степанида Демидівна
- Вікторов Олексій Васильович
- Вікулова Антоніна Павлівна
- Вірсаладзе Костянтин Спиридонович
- Власова Любов Іванівна
- Возна Зінаїда Петрівна
- Вознесенський Андрій Іванович
- Волкова Людмила Петрівна
- Воловченко Іван Платонович
- Волошин Григорій Кузьмич
- Волошин Іван Макарович
- Воробйов Георгій Іванович
- Ворожейкін Микола Олексійович
- Воронін Іван Семенович
- Воронін Михайло Іванович
- Воронкова Лідія Григорівна
- Воронова Клавдія Пантеліївна
- Воронцева Марія Костянтинівна
- Воропаєв Михайло Гаврилович
- Воротников Віталій Іванович
- Восканян Аркадій Хоренович
- Восс Август Едуардович
- Всеволожський Михайло Миколайович
- Вялих Валентина Василівна

## Г
- Гава Марія Андріївна
- Гаврилов Олександр Григорович
- Гаврилова Євгенія Миколаївна
- Гаврилович Ніна Іванівна
- Гавриш Клавдія Георгіївна
- Гаджалієва Міная Мамедалі кизи
- Газарян Сурен Михайлович
- Гаїпов Рузмет Гаїпович
- Галаншин Костянтин Іванович
- Галдава Вільгельм Костянтинович
- Галкін Дмитро Прохорович
- Галкіна Ніна Іванівна
- Галпакова Теч
- Галушка Дмитро Федорович
- Гамзатов Расул Гамзатович
- Гапуров Мухамедназар Гапурович
- Гарбузов Василь Федорович
- Гарібджанян Людвіг Папікович
- Гасанова Залхай Махмуд кизи
- Гасанова Касіра Наджафалі кизи
- Гасанова Шамама Махмудалі кизи
- Гатауллін Самат Самігуллович
- Гаффарова Мухтарам
- Гватуа Аргенті Шалвович
- Гвоздєв Віктор Олександрович
- Геворкян Грізельда Варосівна
- Генієвська Тамара Карпівна
- Георгадзе Михайло Порфирович
- Георгієв Олександр Васильович
- Герасимов Іван Олександрович
- Герінг Яків Германович
- Гетьманець Віталій Іванович
- Гілашвілі Павло Георгійович
- Гіліте Стасе-Матілда Андряус
- Гіталов Олександр Васильович
- Гладчук Антоніна Федорівна
- Глоба Василь Андріанович
- Глушко Валентин Петрович
- Глушков Віктор Михайлович
- Гнатюк Дмитро Михайлович
- Говоров Володимир Леонідович
- Гогітідзе Кетевана Ахмедівна
- Гогоберідзе Мері Османівна
- Голдін Микола Васильович
- Голдобенко Анатолій Віталійович
- Голенєва Катерина Михайлівна
- Голіджашвілі Арсен Захарович
- Гончар Олександр Терентійович
- Гончаренко Борис Трохимович
- Гончаров Валентин Іванович
- Горбачов Михайло Сергійович
- Горбаченко Людмила Іллівна
- Городовиков Басан Бадьмінович
- Горчаков Петро Андрійович
- Горшков Яким Васильович
- Горшков Сергій Георгійович
- Горя Юлія Гаврилівна
- Горячев Федір Степанович
- Гояєв Хаджимурат Ісакович
- Гребенюк Раїса Федорівна
- Греков Леонід Іванович
- Гречко Андрій Антонович
- Грибков Анатолій Іванович
- Григор’єв Михайло Григорович
- Гридасов Дмитро Матвійович
- Гриняшина Валентина Василівна
- Гришин Віктор Васильович
- Гришкявічюс Пятрас Пятрович
- Гришманов Іван Олександрович
- Гройсман Любов Ізраїлівна
- Громико Андрій Андрійович
- Громов Юрій Іванович
- Гросул Яким Сергійович
- Грушецький Іван Самійлович
- Гудков Олександр Федорович
- Гуженко Тимофій Борисович
- Гузенко Парфентій Васильович
- Гур’єв Микола Платонович
- Гусакова Антоніна Семенівна
- Гусейнов Аслан Агагусейн огли
- Гусейнов Ісрафіл Самі огли
- Гусейнова Зулейха Ісмаїл кизи
- Гусєнков Петро Васильович
- Густов Іван Степанович
- Гутова Надія Федорівна
- Гуторов Валентин Володимирович
- Гуторов Петро Михайлович
- Гюльмісарян Отарі Григорович

## Д
- Давидова Зоя Олександрівна
- Давидоніс Бронюс Казевич
- Давидчик Олександра Леонтіївна
- Давлетова Гулипат Усманівна
- Давляткадамов Хушкадам Давляткадамович
- Давтян Нерік Нерсесівна
- Дагелашвілі Тамара Олександрівна
- Дадашев Сулейман Меджид огли
- Дадашева Туту Ханум Гаджи Баба кизи
- Данбаєв Куаниш
- Данилов Степан Степанович
- Даурбекова Зіна Тагірівна
- Дашко Микола Григорович
- Дворникова Тамара Василівна
- Дворянінова Клавдія Платонівна
- Дегтярьов Володимир Іванович
- Дедолко Володимир Андрійович
- Дементьєв Петро Васильович
- Демиденко Василь Петрович
- Демидов Микола Володимирович
- Демільханова Марія Зеяудинівна
- Демічев Петро Нілович
- Демчук Раїса Єгорівна
- Денисов Микола Семенович
- Дергунова Ганна Андріївна
- Деревянних Аелвта Іванівна
- Джавахішвілі Гіві Дмитрович
- Джавахішвілі Ніна Олександрівна
- Джигкаєва Зінаїда Дмитрівна
- Джумаєв Акмурад
- Джуманіязов Суванберди Абдуллайович
- Джунусалієв Малабай
- Дзапшипа Галина Ладиківна
- Дзгоєв Єруслан Єламурзайович
- Дзидаханов Солтан Костянтинович
- Дзоценідзе Георгій Самсонович
- Дикусаров Володимир Григорович
- Димшиць Веніамін Емануїлович
- Дмитрієва Галина Никифорівна
- Добрик Віктор Федорович
- Довбиш Віктор Інокентійович
- Довгаль Тетяна Андріївна
- Довженко Ганна Денисівна
- Додобаєва Махфірат
- Доєнін Василь Миколайович
- Долгих Володимир Іванович
- Доненбаєва Камшат Байгазинівна
- Дригін Анатолій Семенович
- Другов Геннадій Іванович
- Дубинець Параскевія Федорівна
- Дубиніна Валентина Наумівна
- Дубровська Мар’янна Едвардівна
- Дудін Юрій Іванович
- Дудник Тамара Семенівна
- Дуйшеєв Арстанбек Дуйшейович
- Дулганова Жанна Борисівна
- Думбра Геронім Іванович
- Дурдиєва Ганнагозель
- Дутка Софія Василівна

## Е
- Емінов Мір Гамза Мір Гасан огли
- Ерман Імант Янович
- Ерматова Таджихан
- Есмурзієв Шарпудін Хамідович
- Ешонкулова Мухтарам Ібадуллаївна

## Є
- Євграфов Леонтій Васильович
- Євдокименко Георгій Степанович
- Євдокимова Людмила Дмитрівна
- Євтушевська Валентина Олександрівна
- Євтушенко Іван Васильович
- Єгізбаєв Косай Алекулович
- Єгоров Анатолій Григорович
- Єгоров Георгій Михайлович
- Єгорова Зоя Михайлівна
- Єгошина Валентина Іванівна
- Єжевський Олександр Олександрович
- Єкабсоне Скайдріте Петрівна
- Єлистратова Раїса Олександрівна
- Єлькіна Марія Сидорівна
- Єлютін В’ячеслав Петрович
- Ємельянова Лідія Василівна
- Єпішев Олексій Олексійович
- Єремей Григорій Ісидорович
- Єрмаков Іван Михайлович
- Єрмаш Пилип Тимофійович
- Єрмін Лев Борисович
- Єрмошкін Василь Дмитрович
- Єрпилов Петро Іванович
- Єфименко Георгій Григорович
- Єфимов Олександр Миколайович
- Єштокін Панас Федорович

## Ж
- Жаксибеков Совет Шпекбайович
- Жандаров Віктор Якович
- Жигалін Володимир Федорович
- Жолаушин Шаяхмет Курманович
- Жуков Анатолій Борисович
- Жуков Георгій Олександрович
- Жунушов Казимбек
- Жуня Ганна Язепівна
- Журавльов Борис Олександрович
- Журавльова Євгенія Олександрівна

## З
- Заболотний Василь Макарович
- Загідова Васіля Али кизи
- Заїдов Міргіяс Аббасович
- Зайченко Георгій Васильович
- Зайченко Микола Михайлович
- Закуєва Патімат Сулейманівна
- Замараєва Зінаїда Василівна
- Замятін Леонід Митрофанович
- Заостровський Федір Петрович
- Заппарова Роза Закирівна
- Заргарян Сулейман Арташесович
- Захаравічюте Алдона Болеслівна
- Захаров Альберт Михайлович
- Захарова Євгенія Євгенівна
- Зверєв Сергій Олексійович
- Зеленіна Раїса Іллівна
- Зеленковський Іван Федорович
- Зимянін Михайло Васильович
- Зіманас Генрікас Ошерович
- Зіненко Іван Лаврентійович
- Зітманіс Август Карлович
- Злобін Микола Анатолійович
- Золотухін Григорій Сергійович
- Зольнова Марія Митрофанівна
- Зубенко Олександра Йосипівна
- Зубкова Антоніна Миколаївна
- Зубов Віктор Мокійович
- Зуєв Володимир Овсійович
- Зуєва Зінаїда Василівна
- Зуйкіна Ірина Олександрівна
- Зулаєва Марія Доржіївна

## І
- Ібрагімов Алі Ізмаїлович
- Ібрагімов Ісмаїл Алі огли
- Ібрагімов Мірзаолім Ібрагімович
- Ібрагімова Одінамо Соніївна
- Ібрагімова Рагіля Адигезал кизи
- Ібраїмов Султан Ібраїмович
- Іваніадзе Важа Калістратович
- Іванникова Марія Сергіївна
- Іванов Борис Петрович
- Іванов Віктор Панасович
- Іванов Іван Іванович
- Іванов Семен Семенович
- Іванов Юрій Михайлович
- Іванова Тамара Михайлівна
- Івановський Євген Пилипович
- Івашутін Петро Іванович
- Іващук Дмитро Іванович
- Івлєва Ганна Дмитрівна
- Ігнатов Вадим Миколайович
- Ігнатова Людмила Олексіївна
- Ігнатьєв Борис Сергійович
- Ікметова Набіра
- Ілляшенко Кирило Федорович
- Ільїна Євдокія Іванівна
- Ільницький Юрій Васильович
- Імеєва Анастасія Парамонівна
- Імралієв Сардар Мамед огли
- Інаурі Олексій Миколайович
- Іноземцев Микола Миколайович
- Іонайтіс Петроас Пятрович
- Ісаєв Василь Якович
- Ісаєв Серафим Іванович
- Іскакова Оразбіке Джуматаївна
- Іскандарова Ханіфа Сіражівна
- Ісмаїлова Наїба Ісмаїл кизи
- Ісмаїлова Нахіда Мамедія кизи
- Істамгалін Сафа Галіуллович
- Ішков Олександр Якимович
- Ішлинський Олександр Юлійович
- Іщенко Микола Михайлович
- Іщенко Олександр Іванович

## К
- Кабалевський Дмитро Борисович
- Кабалоєв Білар Емазайович
- Кабутов Шобудін
- Каваляускайте Алдона Антанівна
- Кавун Василь Михайлович
- Кадагідзе Григорій Ілліч
- Кадирбаєва Фатима
- Кадиров Володимир Миколайович
- Казак Венедикт Олексійович
- Казаков Василь Іванович
- Казанець Іван Павлович
- Кайк Рупперт Рудольфович
- Кайріс Ксаверас Костович
- Каклдикова Тетяна Олександрівна
- Калашников Михайло Тимофійович
- Калашников Олексій Максимович
- Калейс Албертс Мікелевич
- Калікін Микола Борисович
- Калініна Іда Павлівна
- Кальченко Никифор Тимофійович
- Калюжна Марія Павлівна
- Камалов Каллібек
- Камалова Айим
- Каменський Олександр Федорович
- Кан Анатолій
- Кандакова Олександра Семенівна
- Кандаракова Ганна Макарівна
- Кандренков Андрій Андрійович
- Каніковський Віктор Іванович
- Капітонов Іван Васильович
- Капланян Грачя Микитович
- Караваєв Георгій Аркадійович
- Караєв Кара Абульфаз огли
- Каражаєв Дзастемір Мухайович
- Каракеєв Курман-Галі
- Карапетян Гегецік Артушівна
- Карапетян Земфіра Апетівна
- Карганян Ася Мірдатівна
- Карлов Володимир Олексійович
- Карриєв Чари Союнович
- Картаузов Леонід Михайлович
- Картофяну Георгій Георгійович
- Касатонов Володимир Панасович
- Касимова Адолат Тимурівна
- Касімова Мінажатхон
- Касумов Імран Ашум огли
- Касьяненко Федір Дмитрович
- Катушев Костянтин Федорович
- Качин Дмитро Іванович
- Качуліна Раїса Семенівна
- Кашапова Рузеля Кашапівна
- Каява Тійу Херманнівна
- Кебін Іван Густавович
- Кеворков Борис Саркісович
- Келдиш Мстислав Всеволодович
- Керексібесова Ганна Михайлівна
- Керешов Хасанбі Хатуйович
- Керімов Алі Габіб огли
- Керімов Мансир Паша огли
- Керімова Сурая Абаскулу кизи
- Киргизбаєва Тухтахон Базарівна
- Кириленко Андрій Павлович
- Кириллін Володимир Олексійович
- Кириченко Микола Карпович
- Кисельов Тихон Якович
- Кисельов Яків Павлович
- Кисельова Галина Іванівна
- Кисельова Зоя Олександрівна
- Кисельова Маїна Тимофіївна
- Кисельова Нінель Степанівна
- Кисельова Тамара Іванівна
- Кіївіт Арно Петрович
- Кікнадзе Шалва Давидович
- Кіракосян Максим Осмакович
- Клаусон Вальтер Іванович
- Клепиков Михайло Іванович
- Клименко Іван Юхимович
- Климов Олександр Петрович
- Кличев Анна-Мухамед
- Кличев Іззат Назарович
- Клочкова Валентина Олексіївна
- Клюєв Володимир Григорович
- Ключникова Валентина Олександрівна
- Кльоцков Леонід Герасимович
- Князєв Пилип Кирилович
- Кобаїдзе Арсен Олексійович
- Кобахідзе Манана Калістратівна
- Кобахія Валеріан Османович
- Коберідзе Ізольда Шалвівна
- Кобильчак Михайло Митрофанович
- Ковалевська Раїса Олексіївна
- Коваленко Олександр Власович
- Ковальов Петро Купріянович
- Ковальова Зоя Миколаївна
- Ковіна Людмила Олександрівна
- Коєрков Інокентій Інокентійович
- Кожантаєв Джамшит Джунусович
- Кожевников Вадим Михайлович
- Кожевников Євген Федорович
- Кожина Валентина Кузьмівна
- Кожухар Олексій Васильович
- Кожухар Євгенія Федорівна
- Кожухівська Юлія Іванівна
- Козаченко Василь Павлович
- Козир Павло Пантелійович
- Козлов Микола Тимофійович
- Козлов Сергій Васильович
- Козуб Надія Григорівна
- Кокарєв Олександр Якимович
- Коколашвілі Міріан Іраклійович
- Колдунов Олександр Іванович
- Колесников Борис Іванович
- Колесов Орест Андрійович
- Коломазов Борис Іванович
- Колпакова Ірина Олександрівна
- Комаров Євген Олександрович
- Комаров Лев Миколайович
- Конгаржап Хулер-оол Іргітович
- Кондратюк Марія Яківна
- Коннов Веніамін Федорович
- Коновалов Микола Семенович
- Кононенко Віра Костянтинівна
- Кононова Валентина Павлівна
- Конопльов Борис Всеволодович
- Конотоп Василь Іванович
- Константинов Анатолій Устинович
- Константинов Володимир Леонідович
- Контаністова Людмила Миколаївна
- Кооп Арнольд Вікторович
- Копелєв Володимир Юхимович
- Корж Микола Панасович
- Коритков Микола Гаврилович
- Коровіна Катерина Олексіївна
- Коровякова Лідія Іванівна
- Корольова Єлизавета Миколаївна
- Коротков Євген Іванович
- Кос-Анатольський Анатолій Йосипович
- Косигін Олексій Миколайович
- Коспанов Шапет Коспанович
- Костандов Леонід Аркадійович
- Костенко Павло Федорович
- Костеріна Алевтина Олександрівна
- Костоусов Анатолій Іванович
- Котов Федір Якович
- Кохонов Пилип Лаврентійович
- Кочеригін Микола Васильович
- Кочетов Андрій Олексійович
- Кочінян Антон Ервандович
- Кравченко Микола Михайлович
- Кракан Олена Василівна
- Красиловська Неля Федорівна
- Красильников Віталій Сергійович
- Крахмальов Михайло Костянтинович
- Крилов Гурій Петрович
- Крилов Олексій Іванович
- Криулін Гліб Олександрович
- Кролль Олександр Карлович
- Кружаєв Олександр Микитович
- Круміньш Волдемар Крістапович
- Крупнова Валентина Іванівна
- Кручина Микола Юхимович
- Крюков Василь Якович
- Куанишева Жанилган
- Кудрявцев Володимир Леонтійович
- Кудрявцев Леонід Дмитрович
- Кузнецов Василь Васильович
- Кузнецов Василь Дмитрович
- Кузнецов Лев Миколайович
- Кузнецов Семен Іванович
- Кузьмичова Євдокія Яківна
- Кулаков Федір Давидович
- Кулакова Людмила Михайлівна
- Кулатов Турабай
- Кулдавлетова Рамзія Хуснуллівна
- Куликов Віктор Георгійович
- Куликов Герман Олексійович
- Куликов Яків Павлович
- Куліджанов Лев Олександрович
- Кулієв Кайсин Шувайович
- Кулієва Захра Таїр кизи
- Кулієва Зейнаб Ахмед кизи
- Куліченко Леонід Сергійович
- Кумукова Кельдіхан Азаматівна
- Кунаєв Аскар Мінліахмедович
- Кунаєв Дінмухамед Ахмедович
- Кунгурова Ніна Юхимівна
- Куракін Євген Федорович
- Курбанов Хемра
- Курбанова Кутбія
- Курбатов Іван Степанович
- Курбатов Михайло Миколайович
- Курбоналієва Джахонгуль
- Курило Валентина Антонівна
- Куркоткін Семен Костянтинович
- Кусаїнов Сакан Кусаїнович
- Кутахов Павло Степанович
- Куцевол Василь Степанович
- Кяйс Оскар Аугустович

## Л
- Лаврентьєв Михайло Олексійович
- Лавська Надія Сергіївна
- Лагушкіна Фаїна Іванівна
- Лазебний Микола Семенович
- Лазу Іван Тимофійович
- Лапін Сергій Георгійович
- Лаптєв Ананій Степанович
- Латишев Іван Тарасович
- Латкін Володимир Єгорович
- Лащенко Петро Миколайович
- Лебедєв Віктор Дмитрович
- Лебедєв Костянтин Васильович
- Лебедєва Наталія Павлівна
- Лебедєва Раїса Андріївна
- Лебедєва Рімма Федорівна
- Леготін Авінір Володимирович
- Леїн Вольдемар Петрович
- Лендюк Юстина Володимирівна
- Ленцман Леонід Миколайович
- Леонов Павло Артемович
- Леонтьєва Клавдія Єгорівна
- Лесечко Михайло Оксентійович
- Лєпьошкін Володимир Олександрович
- Ликова Лідія Павлівна
- Лисенко Іван Єгорович
- Лисенко Іван Петрович
- Лисова Галина Федорівна
- Литвиненко Олексій Панасович
- Литвинов Іван Іванович
- Литовцев Дмитро Іванович
- Личук Юстин Тодорович
- Лібек Катерина Михайлівна
- Лівенцов Василь Андрійович
- Лігачов Єгор Кузьмич
- Лієберг Ендель Аугустович
- Лійв Валерій Ріхардович
- Ліне Велта Мартинівна
- Лінцен Людмила Василівна
- Ліпатов Леонід Петрович
- Лісовий Тимофій Григорович
- Лобанов Павло Павлович
- Лобанок Володимир Єлисейович
- Ломакін Віктор Павлович
- Ломако Петро Фадійович
- Ломоносов Володимир Григорович
- Лосєв Костянтин Семенович
- Лоссманн Хельбе Петрівна
- Лощенков Федір Іванович
- Лукавенко Тамара Іванівна
- Лунгу Семен Мефодійович
- Луньов Едуард Федорович
- Лутак Іван Кіндратович
- Лушневський Казимир Іванович
- Любін Микола Васильович
- Любченко Любов Андріївна
- Лямкіна Валентина Дмитрівна
- Ляшенко Ганна Іванівна
- Ляшко Олександр Павлович
- Ляшко Тетяна Кузьмівна
- Лященко Микола Григорович

## М
- Мазуре Текла Броніславівна
- Мазуров Кирило Трохимович
- Майоров Артур Петрович
- Майоров Олександр Михайлович
- Макаркіна Людмила Степанівна
- Макаров Олександр Максимович
- Макаронок Володимир Олександрович
- Макатова Майїнат Агарізаївна
- Макеєв Віктор Петрович
- Максимова Надія Тимофіївна
- Макунене Біруте Олександрівна
- Макушева Саїмат Галіївна
- Малай Ніна Петрівна
- Малакмадзе Етері Рефіківна
- Малик Катерина Олександрівна
- Малмейстер Олександр Крістапович
- Мальбахов Тімбора Кубатійович
- Маматов Зулпукар
- Мамедов Аскер Каграман огли
- Мамедова Матана Сафар кизи
- Мамунц Самвел Ванійович
- Манго Майє Мейнхард-Вольдемарівна
- Манюшис Йосип Антонович
- Манякін Сергій Йосипович
- Марисов Валерій Костянтинович
- Маріна Ніна Євдокимівна
- Марков Аркадій Терентійович
- Марков Георгій Мокійович
- Марков Сергій Кузьмич
- Маркова Людмила Василівна
- Марочкін Олександр Васильович
- Мартинайтіс Маріонас Алексович
- Мартинов Микола Васильович
- Мартиросян Герасим Арамаїсович
- Марченко Любов Андріївна
- Марченко Надія Іванівна
- Марютіна Валентина Петрівна
- Масленников Микола Іванович
- Маслов Микола Олексійович
- Матафонов Михайло Іванович
- Маткарімов Мадамін Маткарімович
- Матросова Зінаїда Семенівна
- Матуліс Юозас Юозович
- Матусевич Марія Несторівна
- Матчанов Назар Маткарімович
- Махарадзе Гіулі Ахмедівна
- Махмудов Ергаш
- Мацкевич Ганна Григорівна
- Мацкявічюс Казімерас Юозович
- Мацота Семен Васильович
- Мацуков Євген Митрофанович
- Машеров Петро Миронович
- Маширапова Тургун
- Медведєва Валентина Юхимівна
- Медунов Сергій Федорович
- Меквеврішвілі Михайло Ілліч
- Мельников Леонід Георгійович
- Мельников Павло Васильович
- Мельянцев Леонід Петрович
- Мендуме Михайло Клайович
- Мереніщев Микола Володимирович
- Метревелі Володимир Сергійович
- Меунаргія Валеріан Германович
- Мєдников Іван Семенович
- Мєсяц Валентин Карпович
- Мєшева Раїса Зубанілівна
- Мєшков Федір Степанович
- Мійдла Мільві Савеліївна
- Микитюк Микола Іванович
- Миндряну Степан Богослович
- Миронова Октябрина Володимирівна
- Миронович Євген Федорович
- Михайлін Володимир Васильович
- Михалков Сергій Володимирович
- Мікулич Володимир Андрійович
- Мілованов Олексій Пантелеймонович
- Мінчит-оол Уйнук Сатівна
- Мірзомурадов Мірзошаріф
- Мірзохімматова Сайтханім
- Мірзоян Кнарік Айказівна
- Мірошникова Ганна Яківна
- Міррахматов Шокірбай
- Мітенькова Світлана Іванівна
- Мітрін Євген Тимофійович
- Міцкевич Володимир Федорович
- Мішагін Геннадій Костянтинович
- Модогоєв Андрій Урупхійович
- Мозговий Іван Олексійович
- Мойсеєва Валентина Миколаївна
- Моммаєва Огулсона
- Монгуш Алдин-Кис Санаа-Байирівна
- Моргун Федір Трохимович
- Морозов Іван Павлович
- Морозов Микола Юхимович
- Мосашвілі Теймураз Ілліч
- Москаленко Катерина Петрівна
- Москаленко Кирило Семенович
- Москалу Ніна Андріївна
- Мосунов Павло Григорович
- Моторіко Михайло Георгійович
- Мохов Анатолій Васильович
- Моцак Григорій Іванович
- Мочалін Федір Іванович
- Мошникова Ніна Михайлівна
- Мукашев Саламат Мукашевич
- Мукобенова Дудяан Доржиївна
- Муравльова Лідія Петрівна
- Муравленко Віктор Іванович
- Мурадов Нуритдін Мурадович
- Мурадов Худік
- Мурадян Мурад Оганесович
- Мурзіна Антоніна Петрівна
- Муріна Надія Петрівна
- Муртазаєв Каюм
- Мусагалієв Яуда
- Мусаханов Мірзамахмуд Мірзарахманович
- Мусієнко Іван Данилович
- Мусін Рашид Мусінович
- Мустафаєв Ахмед Султан огли
- Мухамедов Ібрагім Файзійович
- Мухамедова Огульнабат Курбанівна
- Мшвідобадзе Борис Костянтинович
- Мясоєдова Віра Валентинівна

## Н
- Набієв Рахмон Набійович
- Набієв Руслан Мірзойович
- Набіулліна Разіля Карамівна
- Набоков Віктор Данилович
- Назаров Євген Васильович
- Найловець Тетяна Федорівна
- Нарбаєв Сапарбай
- Насриддінова Ядгар Садиківна
- Науменко Юрій Андрійович
- Незбаєва Чакіра
- Непорожній Петро Степанович
- Нерсесян Мкртич Гегамович
- Нестеренко Галина Олександрівна
- Нестерова Галина Тимофіївна
- Нетьосов Микола Федорович
- Никонов Віктор Петрович
- Никончук Валентина Григорівна
- Нігматулліна Ульмасбіка Бадретдинівна
- Нійн Лінда Олександрівна
- Нікітенко Віктор Васильович
- Ніколаєва-Терешкова Валентина Володимирівна
- Ніколаїшвілі Світлана Лаврентіївна
- Ніязбеков Сабір Білялович
- Новгородова Катерина Інокентіївна
- Новгородцев Павло Андрійович
- Новиков Володимир Миколайович
- Новиков Володимир Федорович
- Новиков Гнат Трохимович
- Новикова Тамара Миколаївна
- Новицька Надія Іванівна
- Новичков Віктор Омелянович
- Новожилов Генріх Васильович
- Новожилов Іван Георгійович
- Новожилов Павло Іванович
- Новосьолов Юхим Степанович
- Новосьолова Ніна Олександрівна
- Новрузова Гюлушан Гаріб кизи
- Нодія Ціала Арсеніївна
- Ноор Хенн Артурович
- Норкіна Олександра Михайлівна
- Носіров Кассір Сафарович
- Нугманов Каміль
- Нурджанова Огулхан
- Нуржанов Акматбек
- Нурієв Зія Нурійович
- Нуров Косім

## О
- Обертун Євдокія Григорівна
- Овчар Євген Лук'янович
- Оганян Сурен Хоренович
- Огарков Микола Васильович
- Одилов Ахмаджан
- Одилова Рахбар
- Одинцова Зоя Дмитрівна
- Одінаєва Гульнамо Ісломівна
- Озерова Тетяна Володимирівна
- Оксененко Марія Максимівна
- Окунєв Василь Васильович
- Олефіренко Надія Федорівна
- Олешко Ганна Сергіївна
- Омбоєва Октябрина Матвіївна
- Оморова Кенжекан
- Оразмухамедов Ораз Назарович
- Оразов Куванч
- Орлов Володимир Олександрович
- Орлов Володимир Павлович
- Орлова Галина Сергіївна
- Оруджев Сабіт Атайович
- Орькіна Клара Єгорівна
- Осетров Тимофій Миколайович
- Отс Георгій Каарелович
- Отс Фернанда Хейнріхівна
- Отсман Ельміна Петрівна
- Офтич Федір Костянтинович
- Очиров Олександр Борисович

## П
- Павлов Георгій Сергійович
- Павлов Григорій Петрович
- Павлова Марія Павлівна
- Павлова Тетяна Максимівна
- Павловський Іван Григорович
- Падурар Наталія Петрівна
- Палазов Панас Кирилович
- Пальчикова Раїса Петрівна
- Панасенко Тарас Іванович
- Панін Федір Іванович
- Панфілов Михайло Панфілович
- Папаскуа Маквала Партенівна
- Папоян Женя Ашотівна
- Папутін Віктор Семенович
- Пардаева Тулган
- Пармаклі Савелій Михайлович
- Пархоменко Іван Олександрович
- Паскар Петро Андрійович
- Пастухов Борис Миколайович
- Патолічев Микола Семенович
- Патон Борис Євгенович
- Пашов Михайло Васильович
- Пелевіна Ніна Олексіївна
- Пельше Арвід Янович
- Перадзе Заурій Володимирович
- Первишин Ерлен Кірікович
- Переляйнен Хільма Андріївна
- Перехоткіна Регіна Володимирівна
- Перкун Анатолій Сафронович
- Петрашкевич Людвіг Антонович
- Петренко Олександра Тимофіївна
- Петріашвілі Назо Абрамівна
- Петрик Павло Петрович
- Петров Василь Іванович
- Петровський Борис Васильович
- Петросян Роза Тарханівна
- Підгорний Микола Вікторович
- Пілкаускас Казіс Клемас
- Пілюгін Микола Олексійович
- Піменов Петро Тимофійович
- Пітра Юрій Юрійович
- Пивоваров Микола Буїнович
- Пильщикова Надія Андріївна
- Писарєва Валентина Яківна
- Плахіна Антоніда Семенівна
- Плешаков Петро Степанович
- Погорілець Іван Юхимович
- Погребняк Петро Леонтійович
- Подгаєв Григорій Юхимович
- Подгурський Леонід Володимирович
- Поддубна Людмила Федорівна
- Пожидаєв Іван Ілліч
- Поздняков Олександр Миколайович
- Покришкін Олександр Іванович
- Полатайло Катерина Олексіївна
- Полозов Микола Никифорович
- Полюхович Зінаїда Іванівна
- Полющенко Василь Миколайович
- Поляков Віктор Миколайович
- Поляков Іван Євтійович
- Полянський Дмитро Степанович
- Помогаєв Іван Якович
- Пономарьов Борис Миколайович
- Пономарьов Михайло Олександрович
- Попов Борис Веніамінович
- Попова Ніна Василівна
- Порохня Євдокія Максимівна
- Посохін Михайло Васильович
- Постников Василь Дмитрович
- Прах Іван Михайлович
- Преснякова Світлана Олексіївна
- Придворний Володимир Федорович
- Прієзжев Микола Семенович
- Прокоп'єв Ілля Павлович
- Прокоф'єв Михайло Олексійович
- Промислов Володимир Федорович
- Проніна Марія Федорівна
- Протозанов Олександр Костянтинович
- Прохоров Василь Ілліч
- Псурцев Микола Дем'янович
- Птіцин Володимир Миколайович
- Пузака Валентина Едуардівна
- Пухова Зоя Павлівна

## Р
- Рагозін Аркадій Павлович
- Раджабов Дудар Алійович
- Разумовський Георгій Петрович
- Ракаускас Казімерас Альфонсович
- Раковець Степан Семенович
- Ралько Володимир Антонович
- Рамазанов Аманулла Габдулхайович
- Раратюк Галина Павлівна
- Расманіс Арманд Янович
- Расторгуєва Ніна Павлівна
- Расулов Джабар Расулович
- Ратников Віктор Іванович
- Рафіков Сагід Рауфович
- Рахімов Бекташ Рахімович
- Рахімов Каратай
- Рахмонова Сайлі
- Рашидов Шараф Рашидович
- Рашидова Розія
- Ребане Карл Карлович
- Ревако Ніна Борисівна
- Репринцев Василь Костянтинович
- Рєзников Вадим Федотович
- Рєпіна Ганна Володимирівна
- Рибаков Олексій Миронович
- Рибакова Лідія Панасівна
- Риженкова Юлія Олексіївна
- Рижков Микола Іванович
- Риков Василь Назарович
- Рикун Сергій Васильович
- Ричін Євген Сергійович
- Рімбенієк Рута Артурівна
- Родіонов Микола Миколайович
- Розенко Петро Якимович
- Розефелд Август Петрович
- Романенко Олександр Григорович
- Романов Григорій Васильович
- Романова Галина Іванівна
- Рубен Віталій Петрович
- Рубен Юрій Янович
- Руденко Роман Андрійович
- Руденкова Євгенія Степанівна
- Рудзіте Інгріда Арвідівна
- Руднєв Костянтин Миколайович
- Русаков Костянтин Вікторович
- Рябиков Василь Михайлович
- Рябініна Лідія Василівна
- Рябов Яків Петрович
- Ряскіна Катерина Іванівна

## С
- Сабанєєв Станіслав Миколайович
- Сабкалова Таїсія Василівна
- Савінкін Микола Іванович
- Сагітов Мінсаяф Булатович
- Садиков Абід
- Садриддінов Талбак
- Сайкін Семен Федорович
- Сакалаускас Вітаутас Владович
- Салаватов Нурутдін Алійович
- Салахов Раїс Салахович
- Салманов Григорій Іванович
- Салхауов Смагзум Абсеїтович
- Сальникова Ніна Петрівна
- Саматов Абдугафур
- Саматова Мавджуда Саїдівна
- Самольотова Зоя Петрівна
- Самсонова Клара Парфенівна
- Самчик Галина Улянівна
- Санакоєв Фелікс Сергійович
- Санжаров Шарап
- Санжиєв Жамбал Біліктуйович
- Сапарова Огулнабад
- Саралідзе Зураб Георгійович
- Сафаров Назрулло Худойдодович
- Сафарова Зівар Алі кизи
- Сафіна Ніна Семенівна
- Сафонова Ганна Федорівна
- Сафронова Марія Василівна
- Сахань Віра Михайлівна
- Сванідзе Євтихій Вікторович
- Свердленко Зінаїда Панасівна
- Свєклістенкова Галина Михайлівна
- Свєшников Мефодій Наумович
- Своєволіна Ірина Василівна
- Седіп Алдин-оол Іргітович
- Селенене Елеонора Степонівна
- Семенникова Надія Іванівна
- Семенов Василь Іванович
- Семенов Іван Михайлович
- Семенов Михайло Степанович
- Семенова Ніна Григорівна
- Семенова Тетяна Кирилівна
- Сербін Лідія Спиридонівна
- Сербин Іван Дмитрович
- Сєдова Валентина Олександрівна
- Сєнькін Іван Ілліч
- Сєрикова Галина Анатоліївна
- Сивак Володимир Якович
- Сиволап Ганна Миколаївна
- Сидоренко Олександр Васильович
- Сидорик Тимофій Миколайович
- Сидоров Віктор Олексійович
- Сидоров Юрій Климентійович
- Сизов Геннадій Федорович
- Синіцин Іван Флегонтович
- Синявська Валентина Олександрівна
- Сиротіна Олена Василівна
- Сироткін Анатолій Петрович
- Сироткіна Лідія Омелянівна
- Сисоєва Тамара Михайлівна
- Сисолова Надія Петрівна
- Ситніков Михайло Лупанович
- Сікорський Володимир Йосипович
- Сікорскіс Юозас-Антанас Стасевич
- Сіллам Еха Олександрівна
- Сільченко Микола Кузьмич
- Сісін Михайло Федорович
- Скачков Семен Андрійович
- Сквознякова Ірина Андріївна
- Скляренко Лідія Андріївна
- Скляров Віктор Тимофійович
- Скочилов Анатолій Андріанович
- Скринник Ганна Степанівна
- Скурко Євген Іванович
- Скучка Ірина Михайлівна
- Славський Юхим Павлович
- Слєпцов Прокоп Петрович
- Слободяник Ніна Петрівна
- Смирнов Геннадій Миколайович
- Смирнов Лев Миколайович
- Смирнов Леонід Васильович
- Смирнов Микола Іванович
- Смирнов Олексій Олексійович
- Смирнова Ніна Євстахівна
- Смиртюков Михайло Сергійович
- Смоліна Маргарита Іванівна
- Смолянинов Василь Іванович
- Соїч Олег Владиславович
- Сокол Володимир Харитонович
- Соколов Іван Захарович
- Соколов Сергій Леонідович
- Соколов Тихон Іванович
- Соколова Валентина Михайлівна
- Соколова Надія Олексіївна
- Солдатов Лев Леонідович
- Соловйов Павло Олександрович
- Сологуб Віталій Олексійович
- Солоденко Людмила Микитівна
- Солодовникова Ніна Федорівна
- Соломенцев Михайло Сергійович
- Сооалусте Томас Йоханнесович
- Сорокіна Надія Олександрівна
- Сосков Іван Кузьмич
- Сотникова Любов Семенівна
- Сотниченко Віктор Олександрович
- Соян Алдин-оол Соянович
- Спиридонов Онуфрій Павлович
- Спіріна Катерина Федорівна
- Средін Геннадій Васильович
- Стасюнайте Біруте Юозо
- Стельмах Михайло Панасович
- Стенько Григорій Терентійович
- Степанов Володимир Євгенович
- Столяр Петро Єфремович
- Страутманіс Петро Якубович
- Стрелов Віктор Олександрович
- Стрельченко Іван Іванович
- Стрельчук Олександр Якович
- Строєньєв Михайло Анатолійович
- Струєв Олександр Іванович
- Стукалін Борис Іванович
- Сулайманова Рисбу
- Сулейманов Алекпер Багірович
- Сулейманов Фатіх Каюмович
- Сулейманова Камар Ханум Мірзаага кизи
- Султанов Хатмулла Асилгарійович
- Сурганов Федір Онисимович
- Сурков Олексій Олександрович
- Суслов Михайло Андрійович
- Сухочев Іван Костянтинович
- Сущанська Світлана Олексіївна
- Суюмбаєв Ахматбек Суттубайович

## Т
- Табеєев Фікрят Ахметжанович
- Таїров Сеїт Меметович
- Талибов Вагіф Зехрали огли
- Таранов Іван Тихонович
- Тарасов Микола Никифорович
- Тарасов Олександр Михайлович
- Тарасов Олексій Петрович
- Таратута Василь Миколайович
- Тарджуманян Генрік Вартанович
- Тартишев Никифор Никифорович
- Тарчоков Камбулат Кіцуйович
- Тасимбетов Ільяс Байхатович
- Татарашвілі Шота Михайлович
- Татарчук Микола Федорович
- Татосян Кіма Амбарцумівна
- Ташпулатова Діляра
- Тванба Віктор Кіамінович
- Телєпов Михайло Семенович
- Темірбаєв Мойдун
- Теніщев Іван Іванович
- Теребилов Володимир Іванович
- Терехов Костянтин Павлович
- Терінь Ріта Херманівна
- Тимаков Володимир Дмитрович
- Тимашов Олексій Єгорович
- Тимофєєв Володимир Давидович
- Тимофєєв Микола Володимирович
- Тимошина Марія Тихонівна
- Тимчак Ніна Петрівна
- Тинель Ліна Григорівна
- Тинувере Яан Антонович
- Тинуріст Едгар Густавович
- Титаренко Олексій Антонович
- Титов Віталій Миколайович
- Титов Михайло Севост’янович
- Титяков Михайло Андрійович
- Тихонов Микола Олександрович
- Тихонов Микола Семенович
- Тишков Юрій Андрійович
- Тищенко Олексій Никонович
- Ткачук Григорій Іванович
- Токарєв Олександр Максимович
- Толкунов Лев Миколайович
- Толубко Володимир Федорович
- Тоом Пільві Йоаннівна
- Торккелі Лео Топіасович
- Трапезников Сергій Павлович
- Третяк Іван Мойсейович
- Трифонов Петро Васильович
- Трифонова Ганна Дмитрівна
- Трунов Михайло Петрович
- Туганбаєва Нуржамал Алімусаївна
- Туйтебаєва Нурмаш
- Тумаєв Володимир Федорович
- Туполєв Олексій Андрійович
- Тургалієва Канзія Жумагаліївна
- Турдіматова Хамрахон
- Турдубаєва Бурулбу
- Туркулець Віктор Михайлович
- Турсун-заде Мірзо
- Турсунов Хурсанд
- Тхайцухов Юрій Хаджиметович
- Тхапсаєв Володимир Васильович
- Тхілайшвілі Олександр Дурсунович
- Тюміна Віра Степанівна
- Тяжельников Євген Михайлович

## У
- Убушаєва Клавдія Сангаджиївна
- Увачан Василь Миколайович
- Удальцов Іван Іванович
- Ульмасова Хурмат
- Умалатов Аліпаша Джалалович
- Умалатова Перібіка Нурівна
- Уманець Микола Васильович
- Умаханов Магомед-Салам Іллясович
- Умхаджаєва Маліка Салаудинівна
- Уртаєва Роза Григорівна
- Усін Володимир Олександрович
- Усманов Гумер Ісмагілович
- Устинов Дмитро Федорович
- Усубалієв Турдакун Усубалійович
- Уткін Володимир Федорович
- Уханов Олексій Олександрович
- Ушаков Микола Фадійович

## Ф
- Фадєєва Олена Олексіївна
- Фанигін Анатолій Петрович
- Федін Костянтин Олександрович
- Федірко Павло Стефанович
- Федоров Віктор Степанович
- Федоров Григорій Михайлович
- Федоров Євген Костянтинович
- Федоров Олексій Федорович
- Федорова Ніна Павлівна
- Федорчук Віталій Васильович
- Федосєєв Петро Миколайович
- Федотова Надія Василівна
- Феоктистов Віктор Миколайович
- Ферін Михайло Олексійович
- Фефелова Світлана Гнатівна
- Філіппов Микола Леонтійович
- Філіппова Євдокія Василівна
- Фірсова Валентина Олександрівна
- Флорентьєв Леонід Якович
- Форманюк Олександра Михайлівна
- Фролов Василь Семенович
- Фролов Віктор Павлович
- Фуфачов Олександр Іванович

## Х
- Хабейшвілі Соліко Євтихійович
- Хаджиєва Султанпашша
- Хайдаров Аюб Хайдарович
- Хайдуров Віктор Олексійович
- Халілов Курбан Алі огли
- Халілова Кузігуль
- Харадзе Євген Кирилович
- Харазов Валерій Інокентійович
- Харитон Юлій Борисович
- Хитров Степан Дмитрович
- Хінт Адольф Олександрович
- Хісамутдінов Ахмеджан Хісамутдінович
- Хлгатян Напаліон Арменакович
- Ховрін Микола Іванович
- Ходжаєв Асаділла Ашрапович
- Ходжибоєва Халіма
- Ходжиєв Риф'ят
- Ходжимуратов Акбар
- Ходос Петро Михайлович
- Хожелепесова Амангул
- Холов Махмадула
- Хомуло Михайло Григорович
- Хохлов Рем Вікторович
- Храмов Петро Вікторович
- Хрєнников Тихон Миколайович
- Христич Микола Федорович
- Христораднов Юрій Миколайович
- Худайбергенов Мадьяр
- Худайбердиєв Нармахонмаді Джурайович
- Худайназаров Атамурат
- Хударганов Юсуп
- Худаярова Товуз Велі кизи
- Хуламханова Єлизавета Ібрагімівна
- Хутиз Гошнаго Ісмаїлівна
- Хучуа Нодарі Парменович

## Ц
- Цвігун Семен Кузьмич
- Цецегов Сергій Степанович
- Ціба Анатолій Астамурович
- Цієкур Яніс Петрович
- Цибулько Володимир Михайлович
- Цинарідзе Нуну Ахмедівна
- Циренов Бадма Циренович
- Цирульов Володимир Павлович
- Цискарішвілі Михайло Аполонович
- Цуканов Георгій Емануїлович

## Ч
- Чазов Євген Іванович
- Чаковський Олександр Борисович
- Чариєв Балта Чарийович
- Чебан Іван Костянтинович
- Чебодаєва Уляна Микитівна
- Чебриков Віктор Михайлович
- Чекулаєв Олександр Іванович
- Челомей Володимир Миколайович
- Чепульоніс Адольфас Вінцович
- Черкунова Лідія Кузьмівна
- Черненко Костянтин Устинович
- Чернов Юрій Миколайович
- Чернова Олена Григорівна
- Чернишов Георгій Дмитрович
- Черняєв Герман Маркелович
- Черський Микола Васильович
- Чивікова Наталія Євгеніївна
- Чикунова Зоя Андріївна
- Чинчлей Єлизавета Василівна
- Чиряєв Гаврило Йосипович
- Чіаурелі Софія Михайлівна
- Чіксте Артур Едуардович
- Чолокян Карзуї Саркісівна
- Чорний Василь Ілліч
- Чорний Олексій Клементійович
- Чуєв Олексій Васильович
- Чуєва Ольга Павлівна
- Чуйков Василь Іванович
- Чуркін Альберт Микитович
- Чурюмов Сергій Кугультінович
- Чхеїдзе Реваз Давидович

## Ш
- Шабашов Сергій Михайлович
- Шаблявічюте Пальміра Казівна
- Шайдуров Сергій Панасович
- Шайханова Улжалгас
- Шакіров Мідхат Закірович
- Шакура Андрій Трохимович
- Шамота Микола Захарович
- Шамсудінов Фахредін Шамсудінович
- Шапіро Лев Борисович
- Шаталов Володимир Олександрович
- Шатохін Анатолій Васильович
- Шауро Василь Филимонович
- Шашин Валентин Дмитрович
- Шеварднадзе Едуард Амвросійович
- Шевченко Василь Тарасович
- Шевчук Клавдія Анатоліївна
- Шевчук Ольга Василівна
- Шелешга Олександр Миколайович
- Шералієва Артик
- Шерет Тихон Тимофійович
- Шешуков Віссаріон Ілліч
- Шибаєв Олексій Іванович
- Шибалов Олександр Никонорович
- Шилейкіс Пятрас Петрович
- Шило Оксана Артемівна
- Шипачова Валентина Олександрівна
- Широбоков Віктор Олександрович
- Ширшин Григорій Чоодуйович
- Ширшов Микола Васильович
- Шитиков Олексій Павлович
- Шитов Олександр Іванович
- Школьна Людмила Панасівна
- Школьников Олексій Михайлович
- Шкурей Наталія Іллівна
- Шкуропад Лідія Олексіївна
- Шматков Юрій Сергійович
- Шнайдер Фрідріх Фрідріхович
- Шовхієв Бабашер
- Шойбекова Кулайхан Сагіївна
- Шокін Олександр Іванович
- Шокурова Галина Іванівна
- Шолохов Михайло Олександрович
- Шостакович Дмитро Дмитрович
- Шох Іван Дмитрович
- Штанько Валентина Григорівна
- Шумаков Ілля Якович
- Шуманська Олександра Іванівна
- Шумаускас Мотеюс Юозович
- Шустовська Ніна Петрівна

## Щ
- Щекутьова Катерина Андріївна
- Щербаков Віктор Васильович
- Щербина Борис Євдокимович
- Щербина Любов Миколаївна
- Щербицький Володимир Васильович
- Щеулов Василь Петрович
- Щолоков Микола Онисимович

## Ю
- Югансон Микола Оттович
- Юмагулов Аглям Мінігужович
- Юнак Іван Харитонович
- Юсупов Турганбай

## Я
- Яковлєв Олександр Сергійович
- Яковлєва Катерина Володимирівна
- Якубова Марія Миколаївна
- Якубовський Іван Гнатович
- Якубовський Фуад Борисович
- Ямщикова Антоніна Миколаївна
- Яновська Тетяна Михайлівна
- Яранцев Василь Андрійович
- Ярвесаар Антс Йоханович
- Ярковий Іван Мефодійович
- Яснов Михайло Олексійович
- Ясюкявичене Саломея Юозівна
- Яунмуктан Ян Янович

## Дообрані депутати
- Горшков Леонід Олександрович (15.12.1974)
- Карімов Абдувахід Карімович (15.12.1974)
- Титов Георгій Олексійович (15.12.1974)
- Нордман Едуард Болеславович (2.02.1975)
- Соктоєв Циренжаб Сокшигбойович (30.03.1975)
- Прищепчик Віталій Вікторович (15.06.1975)
- Смирнов Сергій Артемович (15.06.1975)
- Круглова Зінаїда Михайлівна (28.09.1975)
- Пономарьов Микола Панасович (30.10.1975)
- Хінтба Валерій Михайлович (30.10.1975)
- Косяк Юрій Федорович (28.12.1975)
- Окас Евальд Карлович (28.12.1975)
- Горнаков Пилип Олексійович (6.06.1976)
- Александров Анатолій Петрович (12.09.1976)
- Жукова Олександра Йосипівна (12.09.1976)
- Мошковцева Маргарита Вікторівна (12.09.1976)
- Колбін Геннадій Васильович (12.09.1976)
- Патарідзе Зураб Олександрович (12.09.1976)
- Грінцов Іван Григорович (24.10.1976)
- Єгоров Михайло Васильович (24.10.1976)
- Гроссу Семен Кузьмич (23.01.1977)
- Алхімов Володимир Сергійович (19.06.1977)
- Бакін Борис Володимирович (19.06.1977)
- Власов Олександр Володимирович (19.06.1977)
- Павловський Іван Григорович (19.06.1977)
- Прокоф'єв Іван Якович (19.06.1977)
- Саркісов Бабкен Єсайович (19.06.1977)
- Соснов Іван Дмитрович (19.06.1977)
- Старовойтов Олександр Павлович (19.06.1977)
- Шкадов Іван Миколайович (19.06.1977)
- Арамісов Ахмед Камбулатович (29.01.1978)
- Блохін Микола Миколайович (29.01.1978)
- Єльцин Борис Миколайович (29.01.1978)
- Зайцев Анатолій Олександрович (29.01.1978)
- Казаков Василь Олександрович (29.01.1978)
- Кузнецов Іван Максимович (29.01.1978)
- Логунов Анатолій Олексійович (29.01.1978)
- Макеєв Валентин Миколайович (29.01.1978)
- Мальцев Микола Олексійович (29.01.1978)
- Пегов Микола Михайлович (29.01.1978)
- Полукаров Юрій Іванович (29.01.1978)
- Попов Сергій Васильович (29.01.1978)
- Пугачов Юрій Миколайович (29.01.1978)
- Рахул Юрій Рудольфович (29.01.1978)
- Фокіна Людмила Іванівна (29.01.1978)
- Ментешашвілі Тенгіз Миколайович (28.05.1978)
- Демірчян Карен Серопович (28.05.1978)